# Grotte d'Harpea

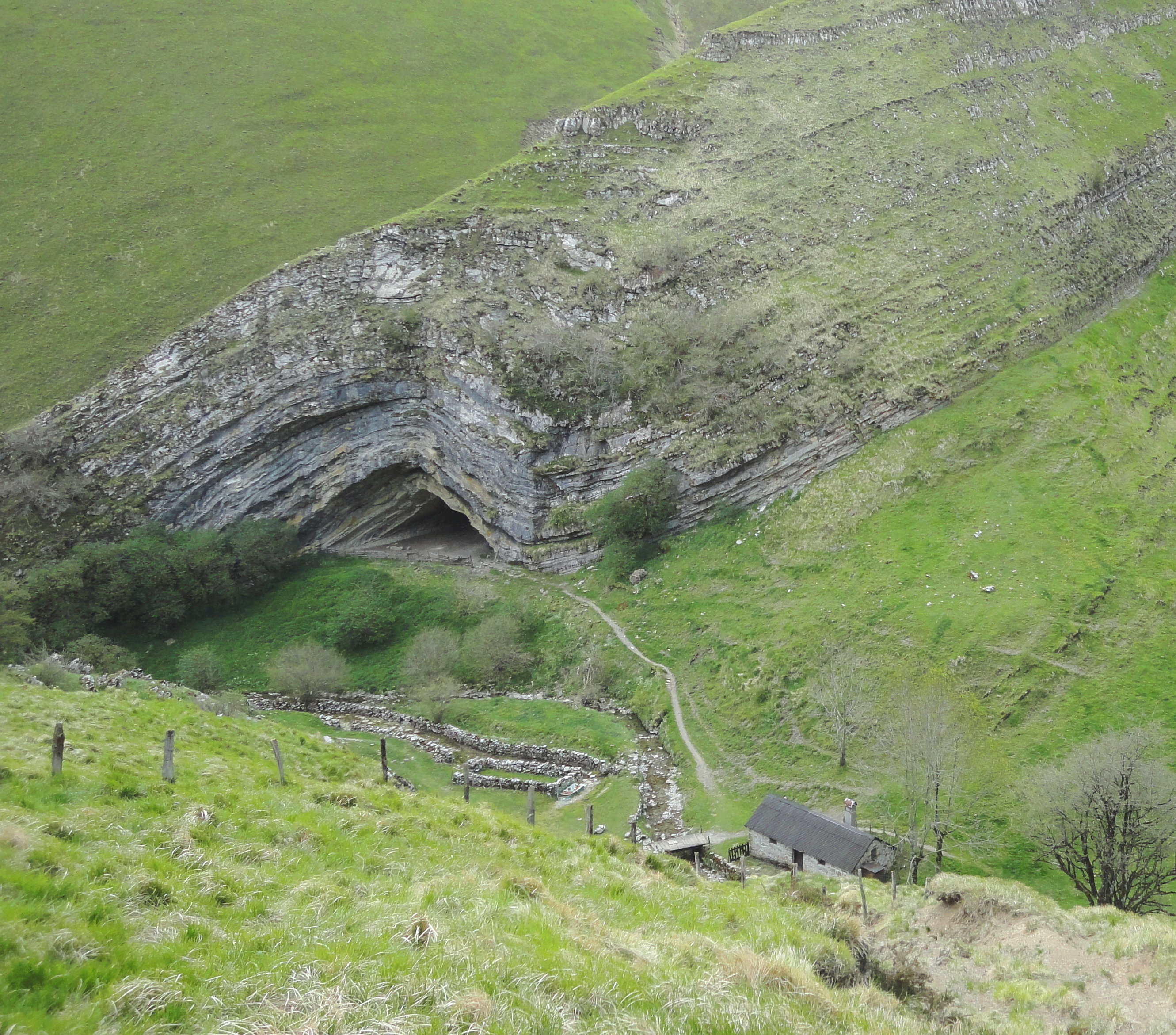
La grotte d'Harpea.

La grotte d'Harpea est un abri sous roche situé à Estérençuby, dans la commune bas-navarraise, à quelques mètres de la frontière franco-espagnole.
Cette grotte, est située au cœur d'un anticlinal, c'est-à-dire un pli convexe dont le centre est occupé par les couches géologiques les plus anciennes.

## Étymologie
Du basque, Harpea signifie  « le (lieu) sous la roche », de harri (pierre, roche) et pean (en dessous).